# スリリントン
『スリリントン』（原題:Thrillington）は、イギリスのミュージシャン、ポール・マッカートニーが「パーシー "スリルズ" スリリントン」というペンネームで制作した、オーケストラ演奏によるイージーリスニングのアルバムで、ポール＆リンダ・マッカートニーが1971年に発表したアルバム『ラム』のインストゥルメンタル・カバー・バージョンである。イギリスでは1977年4月、アメリカでは1977年5月に発売された。アルバムカバーのデザインは、英国で有名なアーティスト集団でもあるヒプノシスが担当している。

## 解説
元々は『ラム』のレコーディングが終了した後、1971年6月にレコーディングされ、その後すぐにリリースされる予定であった。ポールはセッションをプロデュースしたが、このアルバムでは演奏も歌も一切行わず、編曲はすべてリチャード・アンソニー・ヒューソンが担当した。アルバムは3日間のレコーディング・セッションで完成したが、ポールとリンダがウイングスを結成することになったため、その時点ではタイトル未定だったこのアルバムは棚上げされ、リリースされなかった。
それから数年後の全米ツアーを終えてウイングスが活動休止していた1976年末、ポールは長い間お蔵入りしていたこのプロジェクトを、自らの出版会社MPLの出版カタログ数を増やすためにリリースすることを決意し、自分の関与を隠したままアルバムを公表する計画を立てた。アルバムのリリースに向けて架空の社交家パーシー・スリリントンを創作し、さらにイギリスのさまざまな音楽紙にスリリントンの動向を知らせる広告を出して、好奇心と興味をかきたてた。
しかし1977年4月に発売されたこのアルバムは、ローリング・ストーン』誌にレビューが掲載され「ランダム・ノート」のセクションで言及されたものの、ポールがこのプロジェクトへの参加を秘密にしており、彼の名前が出てくるのはパーシーの友人と書かれたメインのライナーノートだけだったため、リリース時にはほとんど注目されず、チャートにも入らなかった
。 このプロジェクトの性質と、クレジットされている奇妙なペンネームから、少数の評論家たちは「パーシー・スリリントンは実際にはマッカートニーが隠れて活動しているのだ」と結論づけた。またバラエティ誌もこのアルバムをレビューし、「パーシー・スリリントンがポール・マッカートニーであるかどうかは、実際には関係ない。重要なのは、彼が（彼らが）楽しんでいるということだ」と述べている。
このアルバムはまもなく廃盤になったが、ポールがペンネームで制作した作品であるとファンの間で広く信じられたためコレクターズアイテムとなった。ポールは、ワールド・ツアー中の1989年11月27日、ロサンゼルスで行われた記者会見で、ジャーナリストのピーター・パルミエールの質問にようやく正式にパーシー・スリリントンであることを認めた。翌1990年には、パルミエールにサインを求められ際、自分が『スリリントン』やポール・マッカートニー＆ウィングスのアルバム『ワイルド・ライフ』のライナーノーツ・ライターの「クリント・ハリガン」であることを認めている。
アルバムの全貌は、1995年にビートルズのファンジン『グッド・デイ・サンシャイン』や、音楽ジャーナリストのイアン・ピールの著書『The Unknown Paul McCartney』（Reynolds & Hearn, 2002）で詳細に語られている。ピールは、リチャード・ヒューソン、ハービー・フラワーズ、マイク・サメス・シンガーズなど、マッカートニーのビジョンを実現した様々なミュージシャンや、その神話の創造に関わった人々を追跡した。
1995年にはCDで復刻されたほか、2012年5月21日には『ラム』のデラックス・エディションの一部として再発された。 このリリースに合わせて、ポールはスリリントンの名前でツイッター・アカウントを立ち上げ、オリジナルの新聞発表のような方法でツイートを投稿した。2018年5月18日にはCD、アナログLP、限定カラー・アナログLPで再発売された。

## 収録曲
| #         | タイトル                                                            | 作詞・作曲                     | 時間  |
| --------- | ------------------------------------------------------------------- | ------------------------------ | ----- |
| 1.        | 「トゥ・メニー・ピープル」(Too Many People)                         | ポール・マッカートニー         | 4:31  |
| 2.        | 「3本足」(3 Legs)                                                   | ポール・マッカートニー         | 3:41  |
| 3.        | 「ラム・オン」(Ram On)                                              | ポール・マッカートニー         | 2:49  |
| 4.        | 「ディア・ボーイ」(Dear Boy)                                        | ポール＆リンダ・マッカートニー | 2:50  |
| 5.        | 「アンクル・アルバート〜ハルセイ提督」(Uncle Albert/Admiral Halsey) | ポール＆リンダ・マッカートニー | 4:56  |
| 6.        | 「スマイル・アウェイ」(Smile Away)                                  | ポール・マッカートニー         | 4:39  |
| 合計時間: | 合計時間:                                                           | 合計時間:                      | 23:26 |

| #         | タイトル                                                             | 作詞・作曲                     | 時間  |
| --------- | -------------------------------------------------------------------- | ------------------------------ | ----- |
| 1.        | 「ハート・オブ・ザ・カントリー(故郷のこころ)」(Heart of the Country) | ポール＆リンダ・マッカートニー | 2:27  |
| 2.        | 「モンクベリー・ムーン・デライト」(Monkberry Moon Delight)           | ポール＆リンダ・マッカートニー | 4:36  |
| 3.        | 「イート・アット・ホーム」(Eat at Home)                              | ポール＆リンダ・マッカートニー | 3:28  |
| 4.        | 「ロング・ヘアード・レディ」(Long Haired Lady)                       | ポール＆リンダ・マッカートニー | 5:44  |
| 5.        | 「バック・シート」(The Back Seat of My Car)                          | ポール・マッカートニー         | 4:51  |
| 合計時間: | 合計時間:                                                            | 合計時間:                      | 21:06 |

## パーソネル

### 演奏
- リチャード・アンソニー・ヒューソン – 指揮者
- ヴィック・フリック – ギター
- ハービー・フラワー – ベースギター
- スティーブ・グレイ – ピアノ
- クレム・カッティーニ – ドラムス
- ジム・ローレス – パーカッション
- クリス・カラン – ギカ[7]
- マイク・サンメス率いるスウィングル・シンガーズとマイク・サンメス・シンガーズのメンバー – バッキング・ボーカル[8]

### 制作
- パーシー "スリルズ" スリリントン（ポール・マッカートニー） – プロデューサー
- リチャード・アンソニー・ヒューソン – アレンジャー
- トニー・クラーク – エンジニア
- ヒプノシス – アートワーク
- ジェフ・カミングス – カバーアート
- クリント・ハリガン（ポール・マッカートニー） – ライナーノート
- フィル・スミー – パッケージデザイン